# Beszélő címer

Névre utaló címer: rózsa Rózsahegy város címerében

A beszélő címer címerábrák vagy a címer külső díszei által valamilyen módon utal a címerviselő nevére vagy a címerszerző tevékenységére. Egyértelmű beszélő címerábra például a cseh Rožmberk család (a. m. Rózsahegyi) címerének rózsája, a német Henneberg város (a. m. Tyúkhegy) dombon álló tyúkja, az angol Tench család compója, a Breame család keszege, a Herring család heringje, az ír Barry család ezüsttel és vörössel hatszor vágott (en: barry) címere stb. Úgynevezett fél-beszélő címer, az mely csak részben fejezi ki tulajdonosa nevét (pl. rózsa a Rosenberg család címerében).
Gyakoribb az az eset, amikor a címerviselő neve maga adja, hogy beszélő címert viselhetne, de teljesen más a címere. Így például a cseh Kohout z Lichtenfeldu család griffet visel kakas helyett (cs: kohout 'kakas'), míg a Straka z Nedabylic család címerében kakas van szarka helyett (cs: straka 'szarka').

## A beszélő címerek jellege
A szójátékok és beszélő címerek már a heraldika kezdeteinél is fontos szerepet kaptak. A holt heraldika korában terjedtek el, olyannyira, hogy a mai címeradományoknál már mindig igyekszenek olyan ábrákat választani, melyek valamilyen módon utalnak a címerviselő nevére, foglalkozására, kedvtelésére stb. 
Az angol heraldikában a beszélő (en: arms parlantes) vagy inkább névcímerek korát I. Jakab uralkodásáig (1603-1625) számítják. Ezután a heraldika hanyatlása és a tudatlanság miatt rossz hírük lett és „képmutató” címereknek (en: canting arms, punning arms) kezdték titulálni őket. Ugyanebben az időben Petra Sancta is antiheraldikusnak tartotta az ilyen címereket.        
A középkori heraldika gyakran alkalmazott szójátékokat, fejtörőket és népetimológiás megfeleléseket, amikor a név és a kép között nincs valódi kapcsolat, csak hangzásbeli összecsengés vagy hasonlóság. Ezek a beszélő címereken belül a névcímerek (de: onomatopoetische Wappen) csoportját alkotják. Különösen a városcímereknél gyakori, hogy a címerábrák valamilyen rébuszt alkotnak, anélkül, hogy annak köze lenne a város nevéhez vagy eredetéhez. Ilyen például Magdeburg címerének hárpiája (de: Jungfrau, Magd), mely egy fal (de: Maur, Burg) mögött van. Névcímernek számítanak a szászországi Pirna város körtéi (de: Birnen), az angol FitzPernell család tikszem nevű stilizált ötlevelű virága (en: pimpernel), a Lucyk csukája (en: luce), az Ellisek angolnája (en: eel), a Gournay család morgóhala (en: gournard). 
Egyes címerábrák a szójáték nélkül aligha lennének vonzó címerképek. Ilyen a Leaky család vizestömlője (en: leak 'lék, lyuk'), a Sheffingtonok sarlója (en: scythe), a Shakerley és a Shuttleworth család vetélői (en: shuttle), a Sweetham és a Standelf család ásói (en: sweat 'verejték', delf 'ásott hely') stb. A kevésbé vonzó ábra ilyen esetben mégis háttérbe szorul a szójáték jelképes ereje mögött, ami a beszélő címerek erős címertani formáló erejére mutat. A névcímerek jelképeiről azonban sokszor csak nehezen állapítható meg, hogy tulajdonképpen miért kerültek be a címerbe. 
A címer ábráiról nem mindig állapítható meg egyértelműen, hogy valójában a címerviselő nevére utal, mert tájnyelvi megfelelésekből vagy elavult kifejezésekből kell azokat megfejteni. Ilyen például a kakas a cseh Harant család címerében (r. cs: harant 'kakas') és a róka a Todd családéban (r. en: todd 'róka').

## A foglalkozásra utaló címerek
A címerviselő tevékenységére utaló címerek főleg az újabb címeradományokban gyakoriak. Régebben ilyenek voltak például a kígyós pálca az orvosok, a fasces a jogászok, a bányászszerszámok a bányászok címerében, az egyes mesterségek eszközei a céhcímerekben. A város vagy az uralkodó nevére utalhatnak a betűk a címerpajzsban. Vannak olyan címerek is, főleg Skandináviában, melyeken magát a nevet tüntetik fel. A Felvilágosodás kora óta egyre gyakoribbak az olyan címerek, melyek a címerviselő érdemeit fejezik ki, mint például a kardot tartó páncélos kar a tisztek címerében. 